# Mikałaj Kucko
Mikałaj Wasiljewicz Kucko (biał. Мікалай Васільевіч Куцко, ros. Николай Васильевич Куцко, Nikołaj Wasiljewicz Kucko; ur. 9 października 1954 w Tobułkach) – białoruski inżynier mechanik, dyrektor sowchozu i polityk, deputowany do Rady Najwyższej Republiki Białorusi XIII kadencji, w latach 1996–2000 deputowany do Izby Reprezentantów Republiki Białorusi I kadencji.

## Życiorys

### Młodość i praca
Urodził się 9 października 1954 roku we wsi Tobułki, w rejonie pińskim obwodu brzeskiego Białoruskiej SRR, ZSRR. W 1977 roku ukończył Białoruską Państwową Akademię Gospodarstwa Wiejskiego, uzyskując wykształcenie inżyniera mechanika, w 1992 roku – Akademię Zarządzania przy Radzie Ministrów Republiki Białorusi, uzyskując wykształcenie menedżera ekonomisty. W latach 1977–1983 pracował jako traktorzysta w kołchozie „Trud” w rejonie pińskim, główny inżynier w kołchozie „Nowosiołki” w rejonie petrykowskim. W latach 1983–1987 był dyrektorem sowchozu „Znamia Pobiedy” w rejonie rzeczyckim. W latach 1987–1988 pełnił funkcję instruktora w Homelskim Komitecie Obwodowym Komunistycznej Partii Białorusi. W latach 1989–1996 pracował jako kierownik Wydziału Rolnictwa i Gospodarki Żywnościowej Rzeczyckiego Rejonowego Komitetu Wykonawczego. W 1995 był pierwszym zastępcą przewodniczącego Rzeczyckiego Rejonowego Komitetu Wykonawczego i członkiem Partii Agrarnej.

### Działalność parlamentarna
W drugiej turze wyborów parlamentarnych 28 maja 1995 roku został wybrany na deputowanego do Rady Najwyższej Republiki Białorusi XIII kadencji z wasilewickiego okręgu wyborczego nr 103. 9 stycznia 1996 roku został zaprzysiężony na deputowanego. Od 23 stycznia pełnił w Radzie Najwyższej funkcję członka Stałej Komisji ds. Ekologii i Eksploatacji Przyrody. Poparł dokonaną przez prezydenta Alaksandra Łukaszenkę kontrowersyjną i częściowo nieuznaną międzynarodowo zmianę konstytucji. 27 listopada 1996 roku przestał uczestniczyć w pracach Rady Najwyższej i wszedł w skład utworzonej przez prezydenta Izby Reprezentantów Zgromadzenia Narodowego Republiki Białorusi I kadencji. Pełnił w niej funkcję przewodniczącego Komisji ds. Rolnych. Zgodnie z Konstytucją Białorusi z 1994 roku jego mandat deputowanego do Rady Najwyższej zakończył się 9 stycznia 2001 roku; kolejne wybory do tego organu jednak nigdy się nie odbyły. Jego kadencja w Izbie Reprezentantów zakończyła się 21 listopada 2000 roku.

## Życie prywatne
Mikałaj Kucko jest żonaty, ma dwoje dzieci. W 1995 roku mieszkał w Rzeczycy w obwodzie homelskim.